# Guaratinguetá Futebol
Guaratinguetá Futebol je brazilský fotbalový klub z Guaratinguetá, který působí v Campeonato Brasileiro Série B. Klub byl založen v roce 1998 a svoje domácí utkání hraje na Estádio Municipal Professor Dario Rodrigues Leite s kapacitou 15 769 diváků.